# Haliplus immaculatus
Haliplus immaculatus is een keversoort uit de familie watertreders (Haliplidae). De wetenschappelijke naam van de soort is voor het eerst geldig gepubliceerd in 1877 door Gerhardt.